# لیبور رادیمتس
لیبور رادیمتس (چکی: Libor Radimec؛ زادهٔ ۲۲ مهٔ ۱۹۵۰) بازیکن فوتبال اهل چکسلواکی بود.
از باشگاه‌هایی که در آن بازی کرده‌است می‌توان به باشگاه فوتبال فرست ویینا، باشگاه فوتبال آستریا وین، و باشگاه فوتبال بانیک استراوا اشاره کرد.
وی به‌همراه تیم ملی فوتبال چکسلواکی به مقام قهرمانی بازی‌های المپیک تابستانی ۱۹۸۰ رسیده‌است.